# اندیس حسین‌آباد (سورخا قلعه چه)
حسین آباد (سورخا قلعه چه) یک اندیس فلزی است که در حوالی شهر سردونیه استان کرمان قرار دارد و مادهٔ معدنی موجود در آن، مس است.  